# توم بيهان
توم بيهان (بالإنجليزية: Tom Behan)‏ هو مؤرخ بريطاني، ولد في 22 يونيو 1957، وتوفي في 30 أغسطس 2010.